# Lycenchelys
Lycenchelys – rodzaj ryb z rodziny węgorzycowatych.

## Klasyfikacja
Gatunki zaliczane do tego rodzaju:
| - Lycenchelys alba - Lycenchelys albeola - Lycenchelys albomaculata - Lycenchelys alta - Lycenchelys antarctica - Lycenchelys aratrirostris - Lycenchelys argentina - Lycenchelys aurantiaca - Lycenchelys bachmanni - Lycenchelys bellingshauseni - Lycenchelys bullisi - Lycenchelys callista - Lycenchelys camchatica - Lycenchelys chauliodus - Lycenchelys cicatrifer - Lycenchelys crotalinus - Lycenchelys fedorovi - Lycenchelys folletti - Lycenchelys hadrogeneia - Lycenchelys hippopotamus - Lycenchelys hureaui | - Lycenchelys imamurai - Lycenchelys incisa - Lycenchelys jordani - Lycenchelys kolthoffi - Lycenchelys lonchoura - Lycenchelys maculata - Lycenchelys makushok - Lycenchelys maoriensis - Lycenchelys melanostomias - Lycenchelys micropora - Lycenchelys monstrosa - Lycenchelys muraena – likomur, likod murenka - Lycenchelys nanospinata - Lycenchelys nigripalatum - Lycenchelys novaezealandiae - Lycenchelys parini - Lycenchelys paxillus - Lycenchelys pearcyi - Lycenchelys pentactina - Lycenchelys pequenoi - Lycenchelys peruana | - Lycenchelys platyrhina - Lycenchelys plicifera - Lycenchelys polyodon - Lycenchelys porifer - Lycenchelys rassi - Lycenchelys ratmanovi - Lycenchelys remissaria - Lycenchelys rosea - Lycenchelys ryukyuensis - Lycenchelys sarsii – likosar - Lycenchelys scaurus - Lycenchelys squamosa - Lycenchelys tohokuensis - Lycenchelys tristichodon - Lycenchelys uschakovi - Lycenchelys verrillii - Lycenchelys vitiazi - Lycenchelys volki - Lycenchelys wilkesi - Lycenchelys xanthoptera |

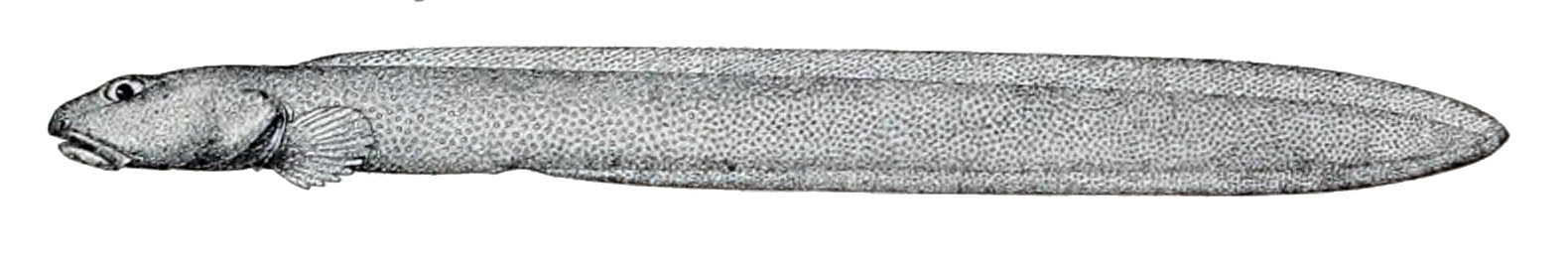
Lycenchelys camchatica
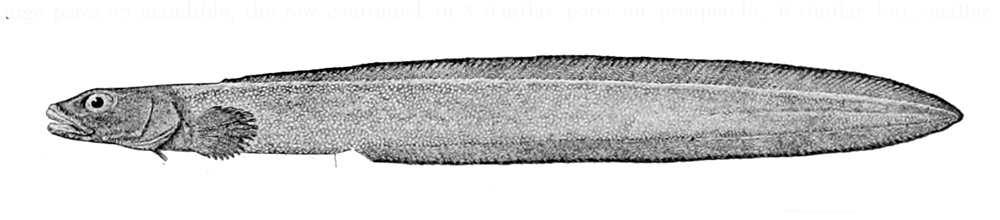
Lycenchelys jordani
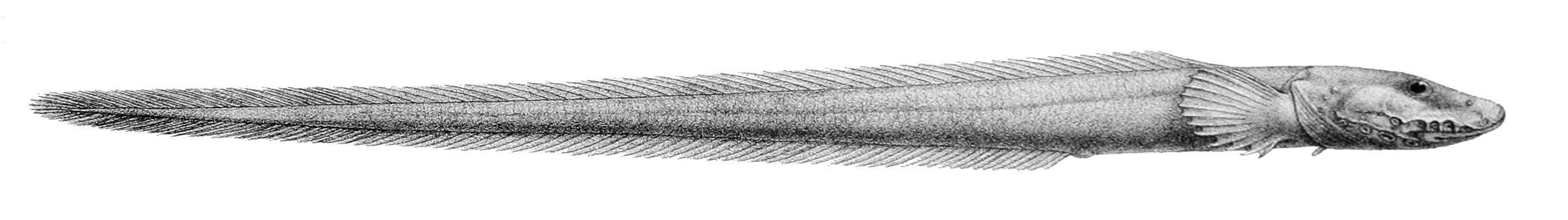
Likomur
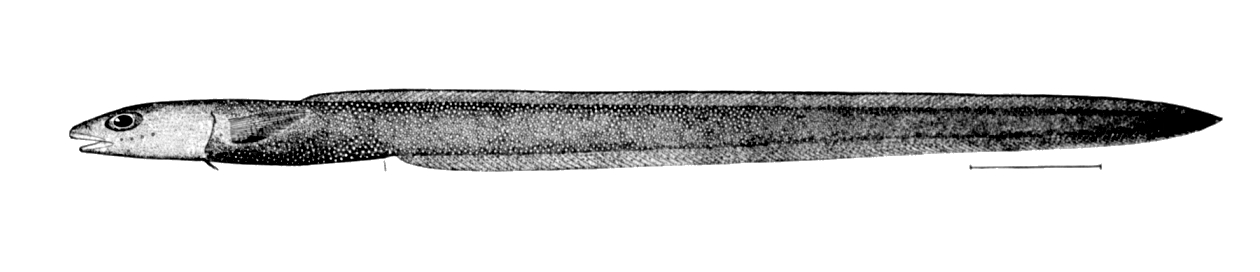
Lycenchelys paxillus